# Iron Maiden
Pour les articles homonymes, voir Iron (homonymie), Maiden et Iron Maiden (homonymie).
Iron Maiden est un groupe britannique de heavy metal formé en décembre 1975 par le bassiste Steve Harris, rejoint très rapidement par le guitariste Dave Murray. Il figure parmi les pionniers de la new wave of British heavy metal. Ayant vendu plus de cent millions d'albums, il représente l'un des plus grands succès commerciaux du heavy metal,,. Sa longévité, ses compositions puissantes et mélodiques, la diversité de sa discographie et surtout sa qualité de précurseurs du genre en ont fait l'un des groupes phares de la scène heavy metal. Même si la formation compte énormément de hits, les plus classiques restent The Trooper, Hallowed Be Thy Name, Run to the Hills, The Number of the Beast, Fear of the Dark, Wasted Years, Aces High, 2 Minutes to Midnight et The Evil that Men Do. 
Le nom du groupe se réfère à un instrument de torture inventé à la fin du XVIIIe siècle, la vierge de fer.

## Biographie

### Débuts (1975-1981)

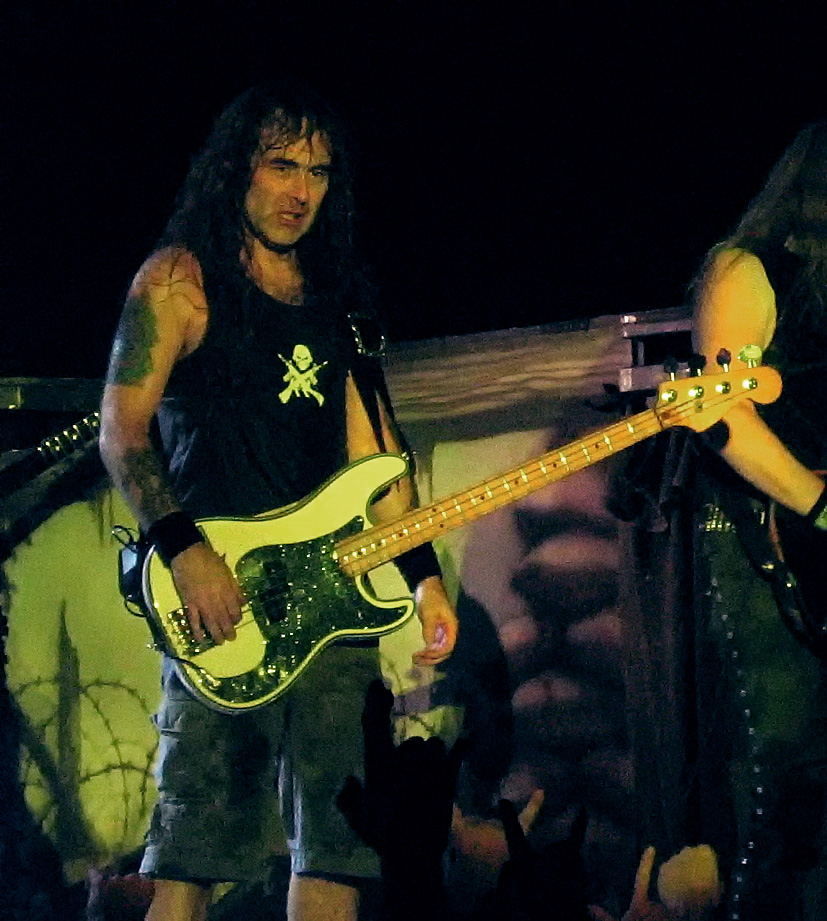
Steve Harris.

Iron Maiden est formé le jour de Noël en 1975 par le bassiste Steve Harris, bientôt rejoint par Dave Murray, guitariste. Durant les deux années qui suivent, le groupe change plusieurs fois de membres, excepté Harris et Murray, et joue des chansons influencées par des groupes comme Black Sabbath, UFO, Thin Lizzy ou Deep Purple. En 1978, le line-up est stabilisé par l'arrivée de Doug Sampson à la batterie et du chanteur Paul Di'Anno. Ce dernier apporte une attitude plus punk bien que la musique reste incontestablement heavy. Le groupe se forge une grande popularité au Royaume-Uni en parcourant tous les clubs du pays qui acceptent d'engager des formations de hard rock en pleine tempête punk. Les musiciens font la connaissance de Rod Smallwood, leur futur manager et « sixième membre » . En décembre 1978, le groupe enregistre enfin sa première démo, Soundhouse Tapes, éditée à 5 000 exemplaires. Grâce au bouche à oreille, ce premier enregistrement s'arrache en quelques jours. En 1979, Clive Burr remplace Sampson et Dennis Stratton entre dans le line-up en tant que deuxième guitariste. Quelques mois plus tard, EMI, se basant sur le buzz autour des musiciens, signe un contrat pour quatre albums.

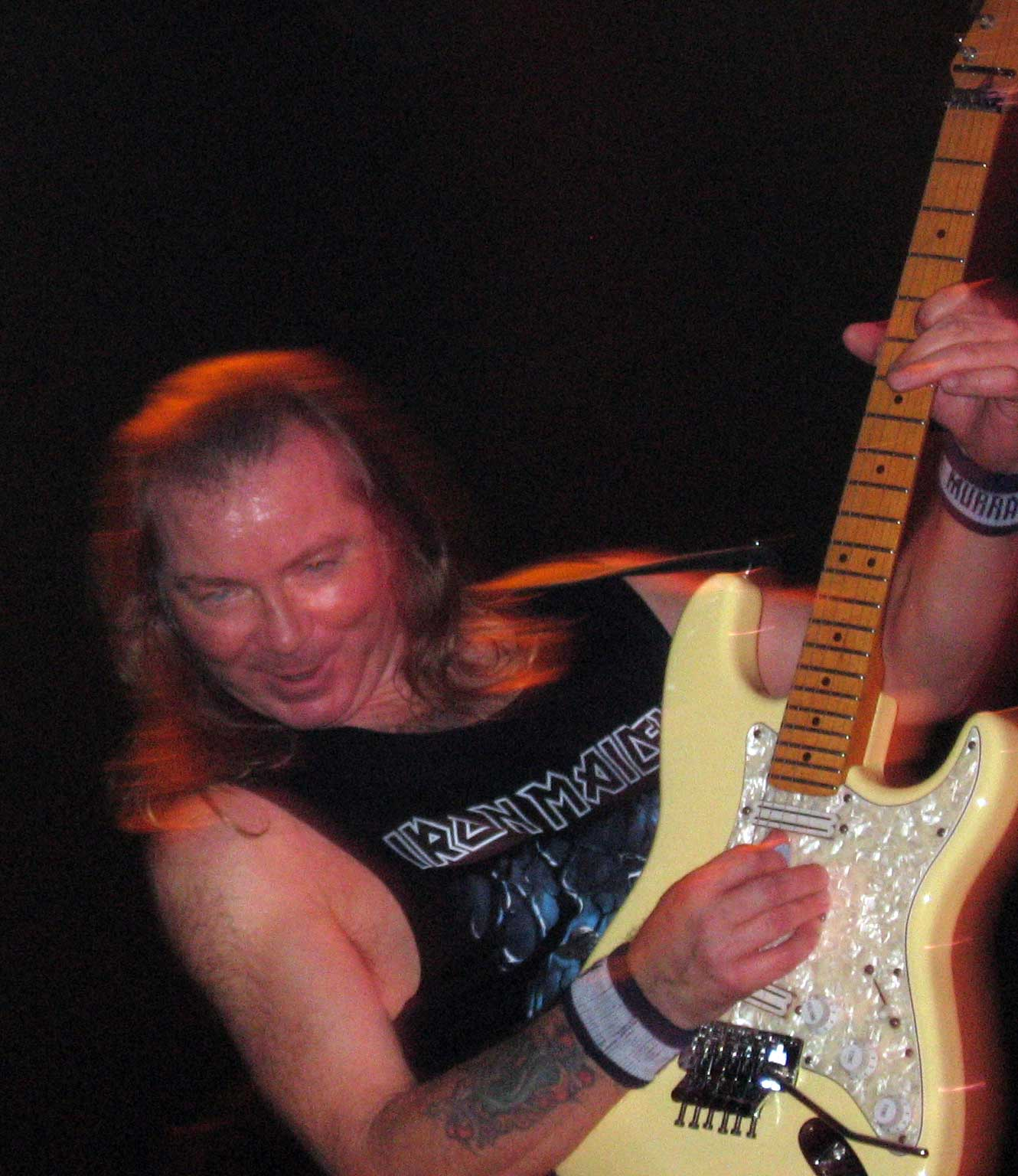
Dave Murray.

Après ces nombreux changements de line-up, les musiciens entrent en studio en 1979 et enregistrent leur premier vrai album, Iron Maiden qui prend aussitôt la 4e place du hit-parade britannique. Malgré une production très sommaire, on retrouve l'ensemble de tout ce que le groupe peaufine depuis des années (Phantom of the Opera, Remember Tomorrow, Iron Maiden, Prowler, etc.). Invité à Top of the Pops, le quintette refuse de jouer Running Free en play-back et devient le premier groupe à jouer live depuis The Who en 1972. Bien établi en Angleterre, le groupe ouvre aux États-Unis pour Judas Priest et en Europe pour Kiss. Stratton est ensuite remercié et remplacé par Adrian Smith, un ami d'enfance de Dave Murray. Sur la pochette du maxi Sanctuary, Eddie poignarde Margaret Thatcher qui vient d'arracher une affiche annonçant un concert du groupe. On raconte que Derek Riggs a été obligé de recouvrir les yeux de sa victime d'un bandeau noir pour la rendre moins reconnaissable. Pour le single suivant, Women in Uniform, la Dame de Fer a sa revanche. Cette fois c'est elle, placée en embuscade avec un fusil, qui attend la mascotte du groupe pour lui faire sa fête.
L'année suivante, le groupe sort Killers (no 12 GB, no 70 US), son 2e album très attendu. Seules Killers, Prodigal Son, Genghis Khan, Purgatory et Murders in the Rue Morgue sont de nouvelles compositions, le reste faisant déjà partie du répertoire rodé sur scène depuis la fin des années 1970. Cette fois, le groupe a fait appel au producteur Martin Birch (Deep Purple, Whitesnake, Black Sabbath, etc.) pour obtenir un son bien plus clair et puissant. Iron Maiden entame sa première tournée mondiale, le Killers World Tour, qui mène le groupe pour la première fois de sa carrière au Japon à la suite de la tournée européenne et américaine.

### Succès international (1981-1988)

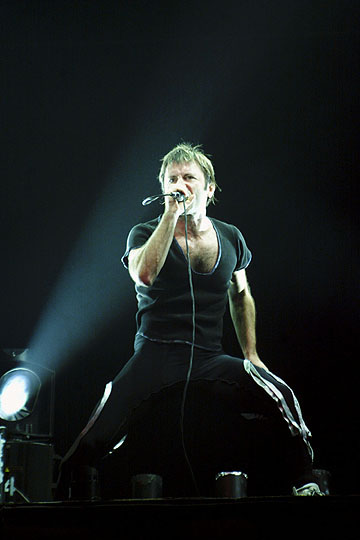
Bruce Dickinson.

En septembre 1981, Paul Di'Anno est renvoyé du groupe pour cause d'abus de drogues et de son rejet de tout projet de longue tournée. Il est remplacé par Bruce Dickinson ex-Samson, qui se démarque de son prédécesseur par une voix se rapprochant plus de la mouvance heavy metal lyrique, avec des textes élaborés se distinguant des groupes évoluant dans cette période ainsi qu'un style bien plus mélodique, progressif et varié. Une tournée italienne de cinq concerts a lieu à la mi-octobre 81 pour présenter le nouveau chanteur ainsi que 2 concerts en Angleterre. The Number of the Beast (no 1 GB, no 4 FR, no 33 US) sort le 22 mars 1982 et connaît un succès international. L'album atteint la première position au Royaume-Uni et est certifié disque d'or aux États-Unis. Aux États-Unis, la réaction des milieux puritains, qualifiant la pochette de The Number of the Beast de « sataniste », lui vaut un bon coup de publicité. Les titres The Number of the Beast, Run to the Hills et Hallowed Be Thy Name seront régulièrement joués en concert. Le groupe amorce alors sa deuxième tournée internationale, 179 concerts devant un million de spectateurs. Aux États-Unis, le groupe y monte sa première tournée en tête d'affiche, qui inaugure une ère de prospérité.
Le quatrième disque est conçu aux Bahamas dans un pub converti en studio. Épuisé par les tournées, Clive Burr est remplacé par Nicko McBrain (ex-Trust), un batteur autodidacte (Iron Maiden trouve ainsi sa formation la plus populaire). Les relations se détendent entre Harris et Dickinson qui, sur la précédente tournée, avaient tendance à se disputer la première place sur scène. En 1983 paraît Piece of Mind (no 3 GB, no 14 US). Certifié disque de platine aux États-Unis, il comprend le The Trooper.
En 1984, le groupe s'accorde quelques mois de repos avant de retrouver le chemin des studios et d'enregistrer son cinquième album Powerslave (no 2 GB, no 21 US). L'album comprend les deux singles Aces High et 2 Minutes to Midnight. Figurent également sur l'album Losfer Words (qui  signifie Sais Pas Quoi Dire), l'un des trois seuls instrumentaux du groupe (avec Genghis Khan sur l'album Killers et Transylvania sur l'album Iron Maiden), et The Rime of the Ancient Mariner qui s'étale sur treize minutes (et sera joué pendant toute la tournée). Suivra le World Slavery Tour, une tournée d'un an passant par l'Europe de l'Ouest, l'Amérique du Nord, le Japon, l'Australie, l'Amérique du Sud (passage au festival Rock in Rio) et certains pays du bloc de l'Est (ce qui est alors peu courant). Elle prévoit 187 concerts dans les plus grandes salles et stades du monde, le déplacement d'une infrastructure énorme, dont des décors inspirés de l'Égypte antique. Les membres du groupe, et plus particulièrement Bruce Dickinson, sortent éreintés de la tournée. Iron Maiden entre au panthéon du rock.
Paru en 1985, Live After Death (no 2 GB, no 19 US) est probablement l’un des plus grands album live de l’histoire du metal,,. Il est enregistré lors du World Slavery Tour au Long Beach Arena de Los Angeles (50 000 spectateurs en quatre représentations) (à l’exception de Wrathchild, Children of the Damned, Phantom of the Opera, Die With Your Boots On et 22, Acacia Avenue enregistrés à l'Hammersmith Odeon de Londres). L’album est un nouveau succès international.
Parvenu à un sommet de popularité, le groupe innove en rajoutant quelques touches électroniques à son nouvel opus, Somewhere in Time (no 3 GB, no 11 US). Le groupe abandonne l'antiquité des pharaons pour le monde futuriste du film Blade Runner (le thème servira d'ailleurs d'introduction au Somewhere on Tour). Adrian Smith y signe trois morceaux dont Wasted Years et Stranger in a Strange Land qui serviront de singles. Même s'il surprend certains fans, l'album connaît un succès équivalent au précédent et annonce les évolutions du prochain. Une nouvelle tournée occupe le groupe jusqu'à la mi-1987. L'année suivante, Iron Maiden atteint le point culminant de sa carrière avec Seventh Son of a Seventh Son (no 1 GB, no 16 FR, no 12 US), concept album magistral où le groupe croise metal et rock progressif. Il apparaît comme l'achèvement d'une évolution entamée dès le premier album et qui a fait passer un modeste groupe de banlieusard londonien au statut de plus grand groupe de metal européen. Trois singles, Can I Play with Madness, The Evil that Men Do et The Clairvoyant se classent dans le Top Ten britannique. Cet album est souvent considéré comme le meilleur exemple de ce que peut donner la collaboration entre Harris, principal compositeur depuis les débuts, Smith et Dickinson. En chauffe salle de la tournée américaine, on retrouve Megadeth puis Guns N' Roses. En août, Iron Maiden est tête d'affiche de la plus grosse édition du festival Monsters of Rock de Donington, devant 110 000 spectateurs.

### Instabilité (1989-1994)

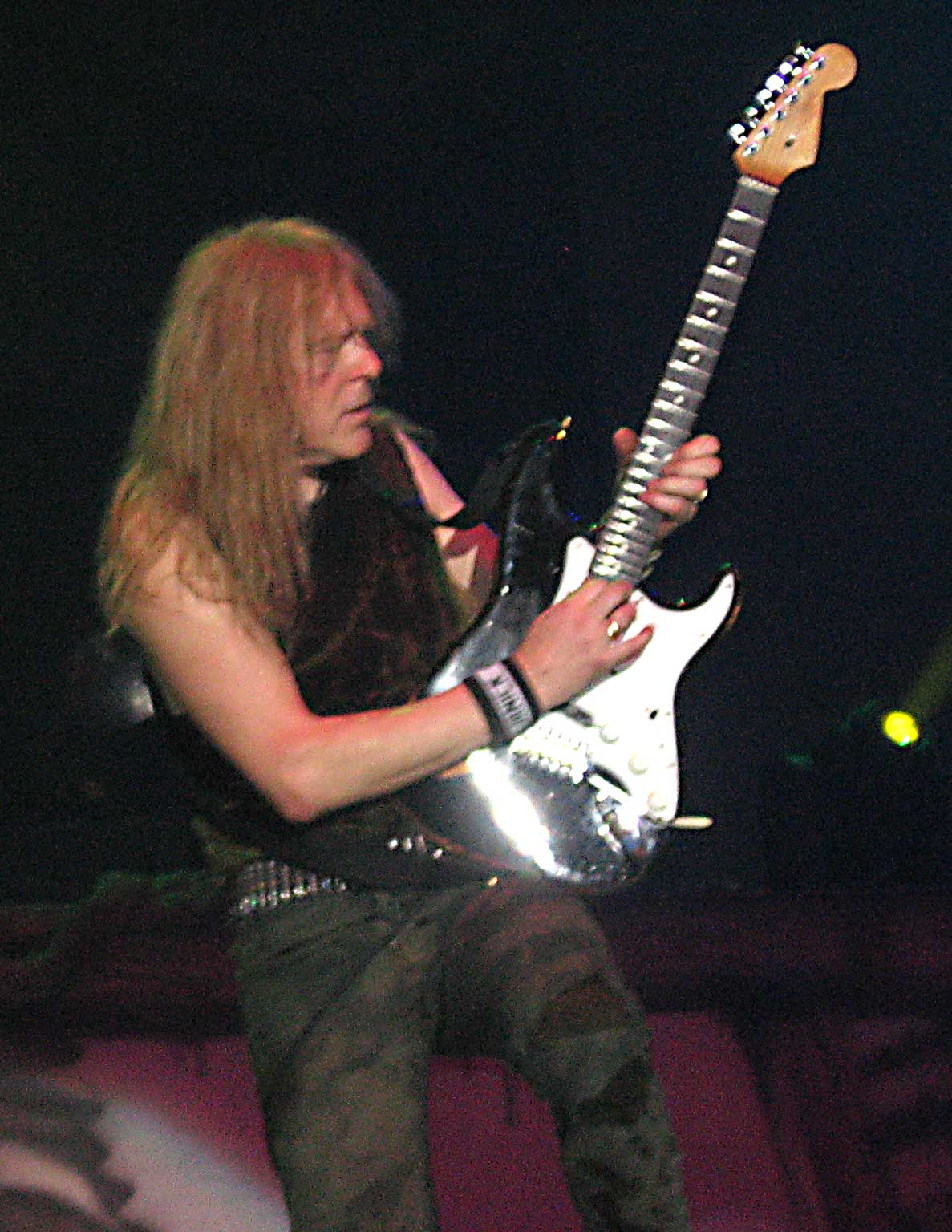
Janick Gers.

À la fin de la tournée, Bruce Dickinson se lance dans son premier album solo accompagné à la guitare par Janick Gers et part en tournée en solitaire. De son côté, Adrian Smith fait de même en formant le groupe ASAP (Adrian Smith And Project), avant de quitter Iron Maiden au début de l'année 1990. Entretemps, Gers est intronisé comme remplaçant de Smith. Iron Maiden sort un single initialement prévu pour l'album solo de Dickinson, Bring Your Daughter... to the Slaughter. Le titre est no 1 en Angleterre et figure sur la BO du film Freddy 5. Parallèlement, le groupe édite la collection First Ten Years, une série de dix doubles CD singles, correspondant à tous les 45 tours du quintette depuis ses débuts. Peu après sort No Prayer for the Dying (no 2 GB, no 28 FR, no 17 US), un album qui abandonne toute idée de concept (Égypte, futur...) des précédents opus. Il ne rejoint pas tous les fans, dont certains trouvent les compositions et l'ensemble moins inspirés. Néanmoins, l'affluence reste la même lors des concerts.
Le groupe est alors conscient qu'il lui faut se ressaisir pour ne pas finir englouti comme une bonne partie des groupes des années 1980. Les temps changent, le Grunge de Nirvana s'apprête à exploser et une nouvelle génération de groupes de metal, Metallica en tête, s'affirme avec un son beaucoup plus moderne. Iron Maiden sort un nouvel album en 1992 avec Fear of the Dark (no 1 GB, no 1 fr, no 12 US), annoncé par le single, Be Quick or Be Dead. Malgré quelques chansons considérées par certains fans comme de moindre qualité et une tendance à lorgner vers AC/DC (From Here to Eternity), il présente deux nouveaux titres qui acquerront un statut de classique, Afraid to Shoot Strangers et surtout Fear of the Dark. L'album se vend à un million d'exemplaires la semaine de sa sortie et permet d'attirer de nouveaux fans. L'été suivant, le groupe est une nouvelle fois tête d'affiche des Monsters of Rock. Début 1993, le groupe annonce la sortie d'un album live en deux parties, A Real Live One (no 3 GB, no 106 US), consacré à la période 1986-1992 et A Real Dead One (no 12 GB, no 140 US) à 1980-1984. Bruce Dickinson annonce alors qu'il quitte le groupe pour se consacrer à sa carrière solo, mais il honore la deuxième partie de la tournée jusqu'à son terme. Le groupe clôt l'année avec un troisième album live, Live at Donington (no 23 GB) et l'avenir du groupe parait incertain.

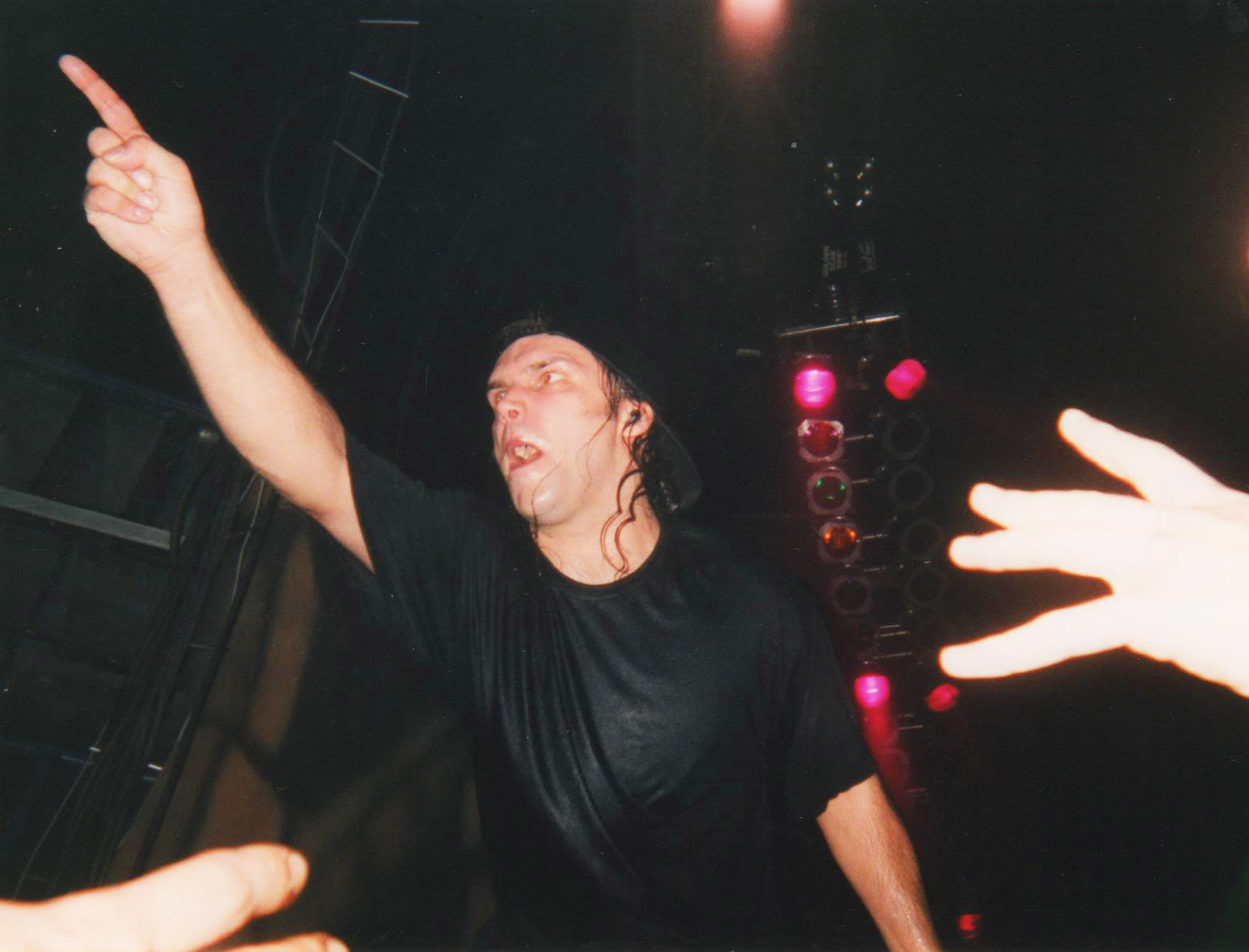
Blaze Bayley - Iron Maiden, Paris 1998

### Arrivée de Blaze Bayley,The X FactoretVirtual XI(1994-1999)

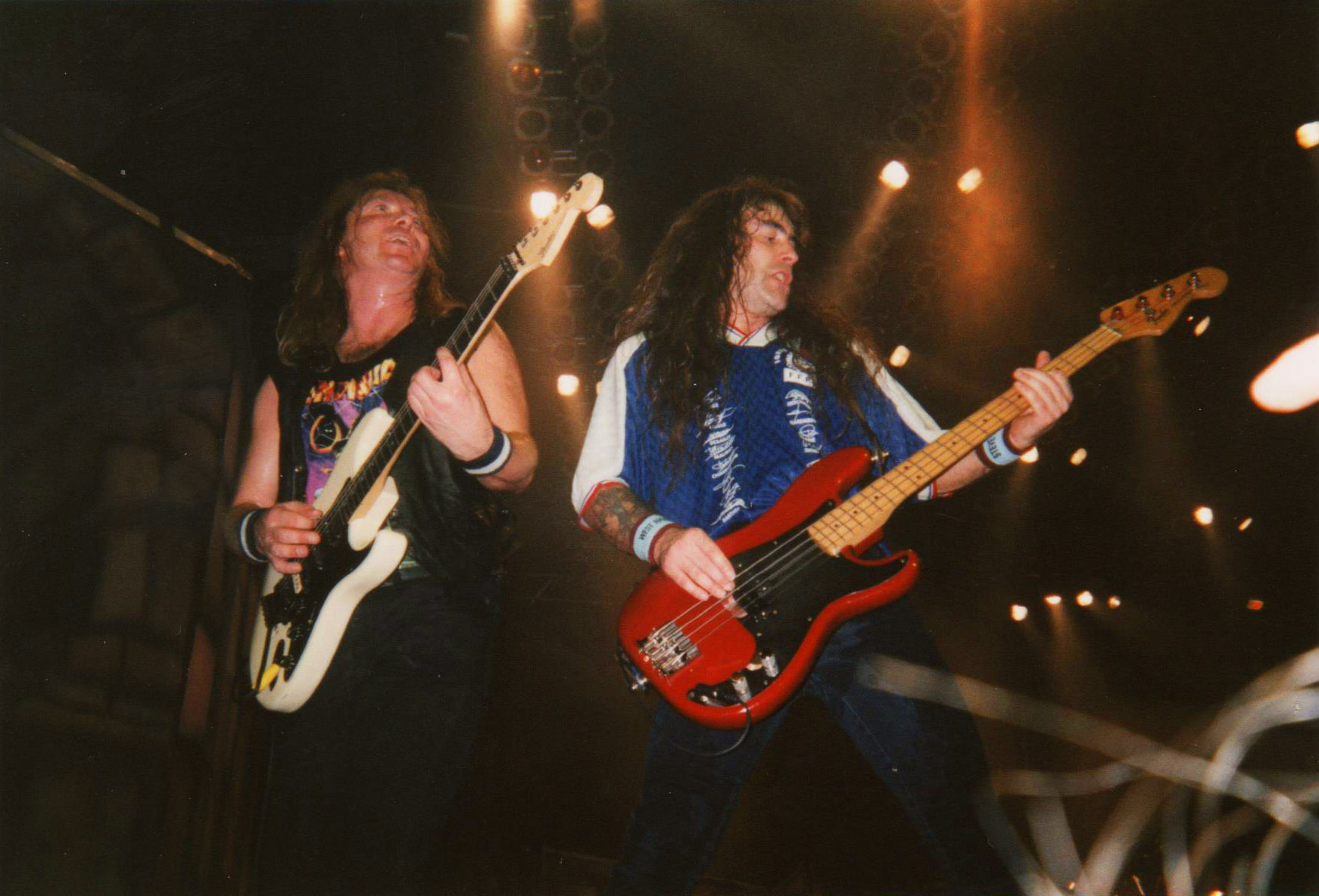
Iron Maiden - Paris 1998

L'année suivante, le groupe présente à la presse son nouveau chanteur, Blaze Bayley, ancien chanteur du groupe Wolfsbane, à la voix plus grave et moins typique des années 1980. Après une longue attente, The X Factor (no 8 GB, no 11 FR, no 147 US) sort en 1995. Album radicalement différent, le succès commercial n'est pas vraiment au rendez-vous (bien qu'il contienne des morceaux jugés de bonne qualité). La tournée qui suit passe pour la première fois en Israël et en Afrique du Sud. Si le groupe maintient sa popularité en Europe, ce n'est pas le cas aux États-Unis où le metal classique rencontre moins de succès qu'auparavant.
En 1996, Harris gère la conception du premier best of du groupe, Best of the Beast (qui sous son format 33 tours collector inclut les Soundhouse Tapes). Le best of contient un inédit, Virus. En 1998 Virtual XI (no 16 GB, no 12 FR, no 124 US) réitère le semi-échec commercial de The X Factor et confirme le déclin du groupe. Néanmoins, Iron Maiden continue d'être populaire en Amérique du Sud.

### Du retour de Dickinson et Smith, àA Matter of Life and Death(1999-2007)
Le 10 février 1999, le groupe annonce dans un communiqué officiel le retour de Bruce Dickinson (en remplacement de Blaze Bayley). Il est accompagné par Adrian Smith, sans que cela n'entraîne le départ de Janick Gers. Le groupe évoluera donc avec trois guitaristes, chacun étant à la fois rythmique et soliste. Une tournée de 31 dates, le Ed Hunter Tour, est ensuite planifiée (à noter que ce sont les fans qui ont choisi la setlist de la tournée en votant sur le site officiel du groupe), le groupe rejoue alors à Bercy le 9/9/1999 (une première depuis 1988).
Les six musiciens font paraître, en 2000, l'album du grand retour (enregistré au Studio Guillaume Tell), Brave New World (no 7 GB, no 3 FR, no 39 US). On retrouve modernisés les éléments progressifs qui avaient fait la réussite des plus grands disques de la formation. Les fans de la nouvelle génération adhèrent en masse et le groupe ressuscite aux États-Unis, la tournée permet de renouer avec les plus grandes salles et s'achève en 2001 en tête d'affiche du Rock in Rio devant 254 000 spectateurs (le groupe profite de l'occasion pour enregistrer son premier DVD live, Rock in Rio).
Début 2003, le groupe annonce vouloir privilégier les concerts outdoor. Une nouvelle tournée best-of (le Give me Ed... 'Til I'm Dead Tour) se déroule entre mai et août 2003. Septembre 2003, Iron Maiden poursuit son retour avec Dance of Death (no 2 GB, no 3 FR, no 18 US) puis repart sur la route avec une tournée plus théâtrale qu'auparavant. Le DVD Death on the Road (no 22 GB, no 14 FR), témoignage du Dance of Death World Tour sortira durant l'été 2005. Fin 2004, sort le DVD The Early Days retraçant les débuts du groupe (1975-1983), s'ensuit une tournée estivale consacrée exclusivement aux quatre premiers albums (en Scandinavie les billets partent en un temps record). Aux États-Unis Iron Maiden est en tête d'affiche du Ozzfest d'Ozzy Osbourne et les membres sont invités à laisser leurs empreintes de mains sur le Hollywood's Rock Walk of Fame. Ils se retrouvent ainsi inscrits dans la légende aux côtés de plus de 160 autres groupes ou artistes célèbres.
En 2006, le groupe atteint de nouveaux sommets avec A Matter of Life and Death (no 4 GB, no 5 FR, no 9 US) son quatorzième album. L'album est unanimement apprécié par la critique (comparaison avec Seventh Son of a Seventh Son). Pour la tournée, le groupe surprend le public, en jouant l'intégralité du disque (chose que ses concurrents, Kiss, AC/DC ou Rolling Stones par exemple, ne peuvent pas se permettre), le show se termine avec seulement une poignée de vieux classiques. La tournée 2007 (dont la setlist est plus équilibrée) passe pour la première fois aux Émirats arabes unis (tête d'affiche du Desert Rock Festival de Dubaï) ainsi qu'en Inde (premier concert d'un groupe de rock d'une telle envergure). Les ventes d'album au Proche-Orient et en Inde suivent. En juin 2007, pour les 25 ans de The Number of the Beast, le groupe entame une tournée des festivals européens et Children of the Damned est ajouté à la setlist.

### DeFlight 666à Senjutsu (2008-2024)

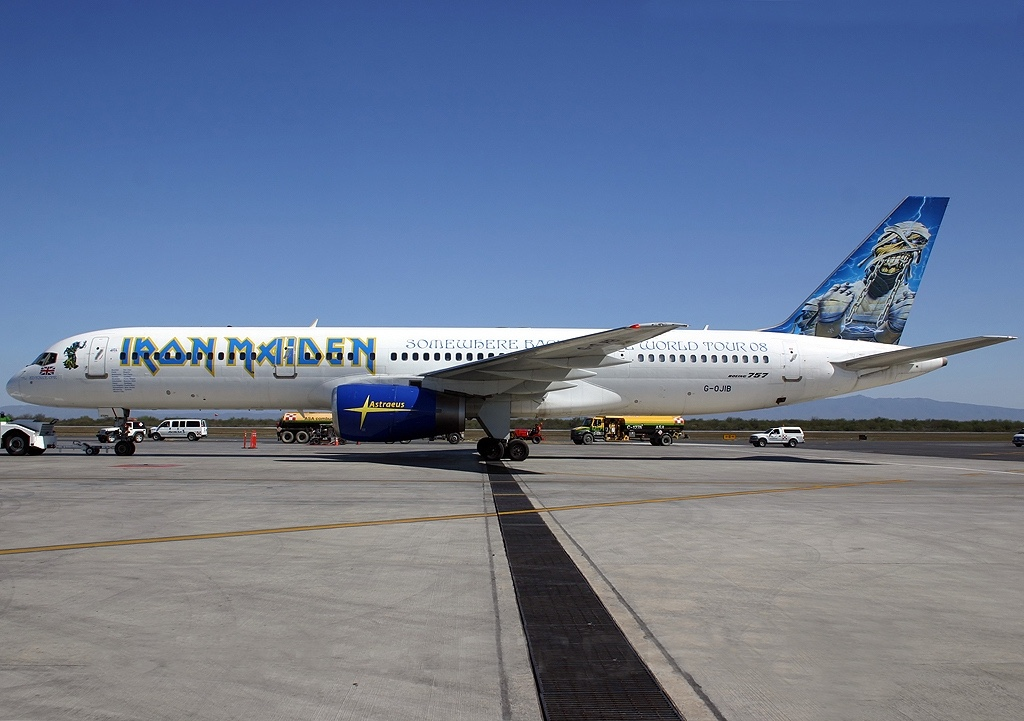
Le Boeing 757 loué pour les tournées entre 2008 et 2015.

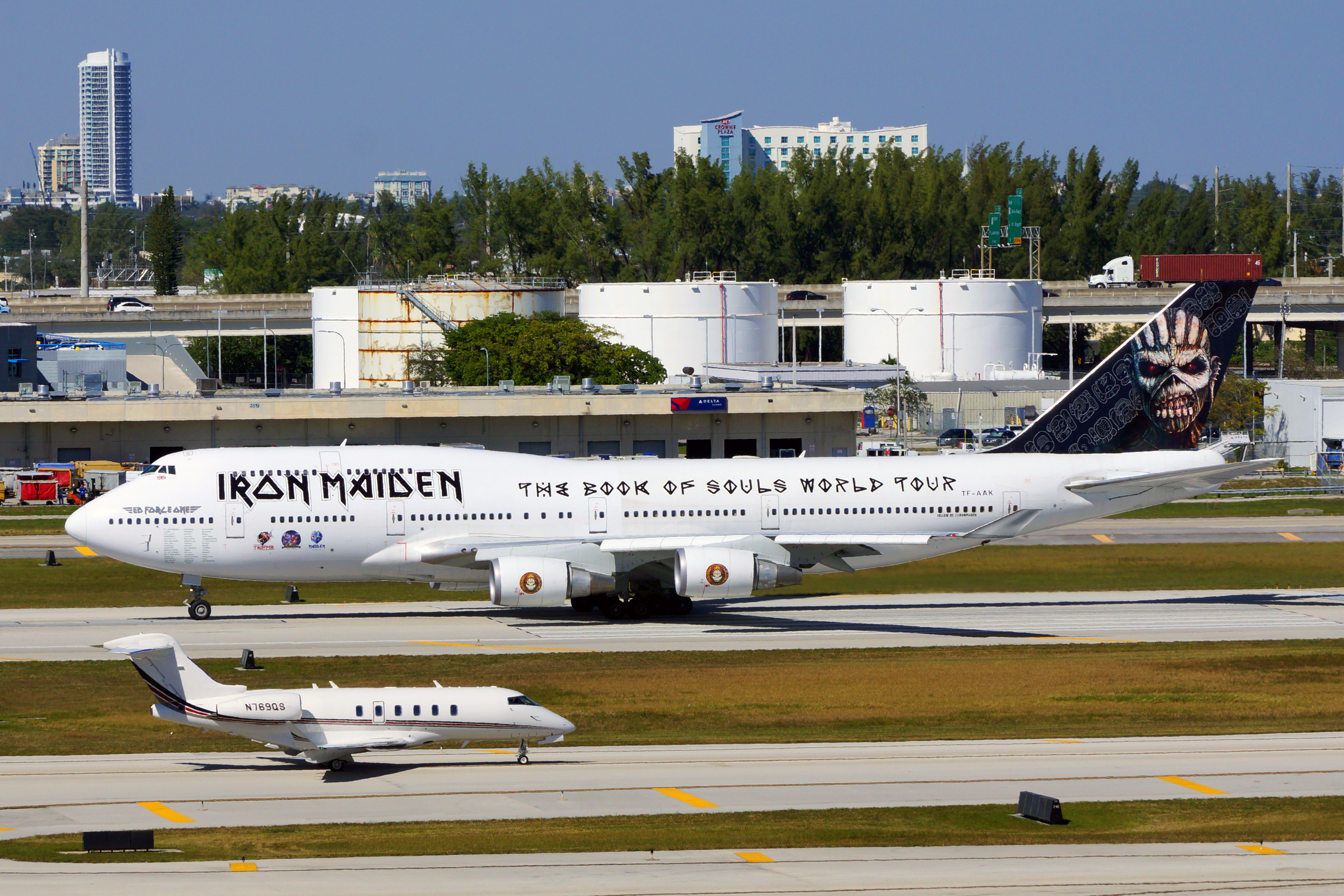
Le Boeing 747-400 utilisé pour la tournée 2016.

En 2008, parallèlement à la réédition DVD du Live After Death, le groupe se lance dans une nouvelle tournée mondiale nommée Somewhere Back in Time World Tour. Cette tournée reprend essentiellement les décors du célèbre World Slavery Tour et la setlist y est largement inspirée (retour de Powerslave et The Rime of the Ancient Mariner notamment). Autre particularité, un Boeing 757-200, baptisé Ed Force One, est affrété par le groupe (cela deviendra ensuite une habitude) et la première partie de la tournée fait l'objet d'un documentaire, Flight 666. Pour la première fois il passe au Costa Rica, en Colombie, en Équateur et au Pérou, l'Ed Force One lui permet également de retourner en Australie et en Nouvelle-Zélande. La dernière partie de la tournée s'achève en avril 2009, au total le Somewhere Back in Time World Tour aura attiré deux millions de spectateurs pour 90 représentations. En février 2009, Iron Maiden remporte le Brit Awards (équivalent britannique des Victoires de la musique) pour la meilleure prestation scénique 2008.
Août 2010, le groupe sort The Final Frontier (no 1 GB, no 1 FR, no 4 US), pour la première fois l'album atteint la première position des ventes d'albums en France depuis Fear of the dark numéro 1 au Multitop Nuggets lors de sa sortie, bien que la formation britannique n'ait plus rien à prouver aux yeux de la presse comme des fans. Dans la veine d'A Matter of Life and Death, c'est l'album le plus progressif de sa carrière. Sur la pochette, Eddie change une nouvelle fois d'apparence. En 2012 sort un énième album live, En Vivo!, enregistré à Santiago du Chili pendant le Final Frontier World Tour.

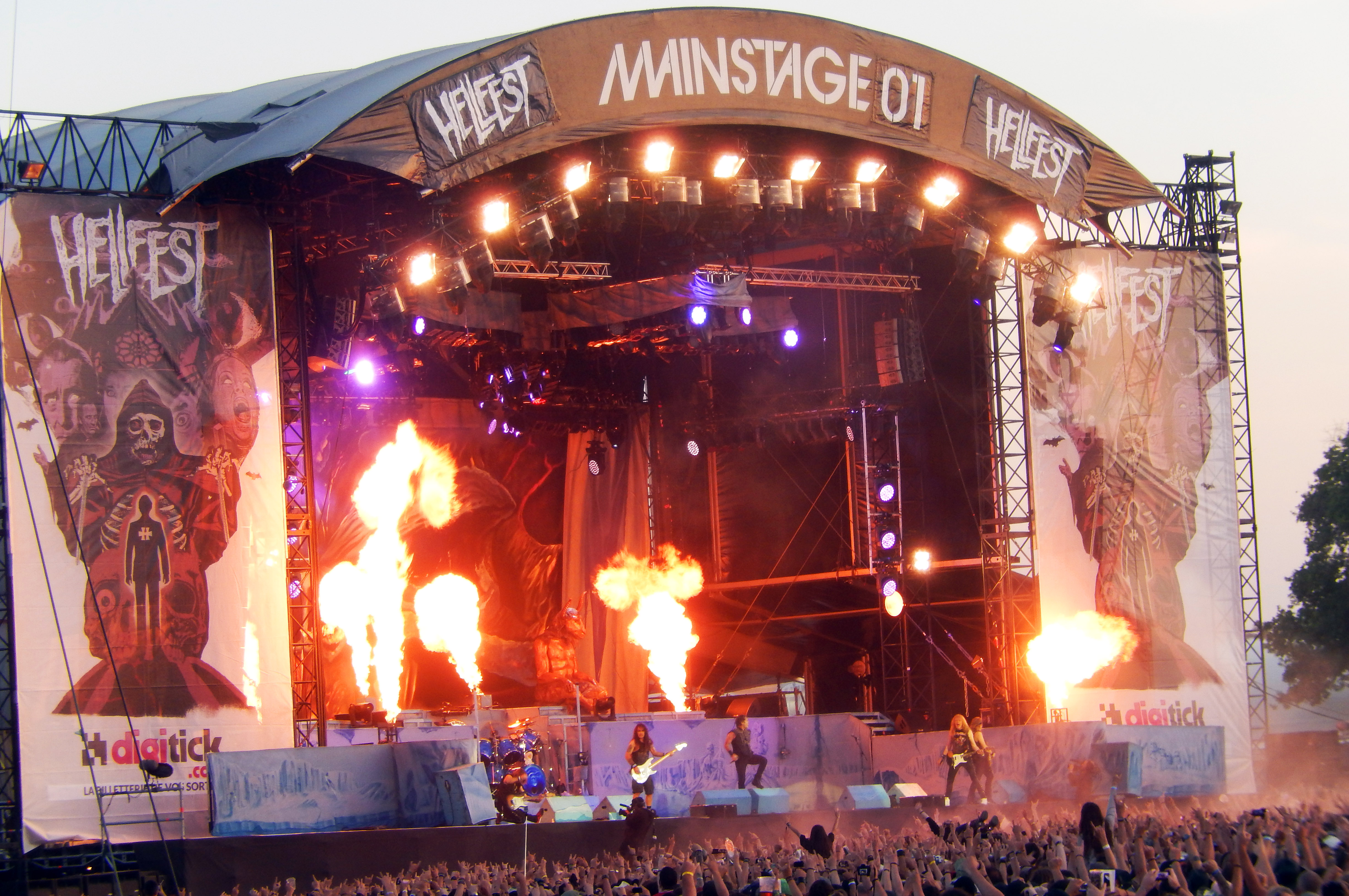
Iron Maiden au Hellfest 2014.

Été 2012, sur le même principe que le Somewhere Back in Time World Tour, Iron Maiden repart sur les routes avec un spectacle inspiré de la tournée Seventh Tour of a Seventh Tour. En référence à la VHS du concert de Birmingham de novembre 1988, la tournée s'appelle Maiden England World Tour.
Le 13 mars 2013, Clive Burr, premier batteur du groupe, meurt à Wanstead, localité de Londres, à l'âge de 56 ans.
En 2015 paraît l'album The Book of Souls qui, par maints aspects, évoque autant le metal que le rock progressif. Si The Final Frontier se voulait comme l'album le plus progressif, The Book Of Souls se veut plus épique dans ses compositions mais ne délaisse pas les compositions progressives pour autant ; à noter que ce dernier opus compte le morceau le plus long de la discographie d'Iron Maiden : Empire Of The Clouds (dix-huit minutes au compteur) composé par Bruce Dickinson. Bien que l'album soit numéro un dans seize pays, sa tournée ne débute qu'en 2016 en raison de problèmes de santé pour Bruce Dickinson, qui s'est vu diagnostiqué d'un cancer à la langue.
Pour sa tournée 2016, dans trente-cinq pays, dont la Chine pour la première fois, le groupe utilise un Boeing 747-400 racheté par Air Atlanta Icelandic l'année précédente à Air France à la place du Boeing 757 employé précédemment. Il est piloté par le chanteur du groupe, Bruce Dickinson.
En 2020, le groupe est contraint de mettre en pause sa nouvelle tournée Legacy of the Beast World Tour, à la suite de la sortie du jeu vidéo mobile du même nom, et de décaler ou d'annuler certains concerts en raison de la pandémie de Covid-19.
En 2021, la tournée est de nouveau décalée pour l'année 2022, elle s'étendra du mois de juin à juillet.
En parallèle, un mystérieux jeu de piste est lancé via divers médias. Entre autres, des affiches annoncent le « Belshazzar's Feast » dans les rues de Londres et au Download Pilot Festival, avec une date donnant rendez-vous le 15 juillet. Interrogé sur le Brexit, Bruce Dickinson apparaitra sur Sky News avec un t-shirt à l'effigie de ces posters. Aussi, l'inscription WOTW signifiant « Writing on the Wall » revient à plusieurs reprises sur les réseaux sociaux de Maiden : cachée sur les pochettes d'album du groupe en stories Instagram, sur l'affiche de la tournée 2022, en message codé sur Twitter, etc.. Les fans s'empressent de trouver chaque élément qui fera avancer l'enquête et sont convaincus qu'il s'agit bien là de l'annonce du dix-septième album de la bande à Steve Harris.
Le vendredi 9 juillet est organisée la « Tim Twitter listening Party » et c'est l'album Seventh Son of a Seventh Son qui est mis à l'honneur. À l'issue de cette session une vidéo est dévoilée, on y retrouve Bruce Dickinson au Shepherd's Bush Empire s'adressant au public : « July the 15, rain or shine, heaven or hell, man or beast, you're invited to Belshazzar's Feast but your mom can't come. ». Une invitation est donnée aux fans qui se réuniront sur un livestream YouTube le jeudi même, après une longue attente ils découvriront le nouveau single du groupe nommé The Writing on the Wall, celui-ci est accompagné d'un clip animé. Le lundi suivant le nouvel album au nom de Senjutsu est révélé au public, sa sortie est prévue pour le 3 septembre de la même année.
Le groupe annonce une tournée 2023-2024 intitulée The Future Past World Tour, qui se concentre sur l'album de 1986 Somewhere in Time ainsi que son dernier album en date Senjutsu. La tournée débute le 13 juin Tauron Arena Krakow en Pologne et se termine au Brésil. Une date en France a eu lieu au Hellfest 2023.
Le 21 octobre 2024, Paul Di'Anno, chanteur originel du groupe meurt à son domicile de Salisbury, à l'âge de 66 ans.

### 50 ans de carrière avecRun for Your Lives World Tour(depuis 2025)
Le groupe annonce, fin 2024 une tournée mondiale pour les 50 ans de carrière du groupe, intitulée Run for Your Lives World Tour. Elle a débuté le 27 mai à Budapest en Hongrie et devrait se terminer en 2026. Il y a eu trois dates en France, au Eurockéennes de Belfort le 3 juillet 2025 ainsi que deux concerts à Paris La Défense Arena le 19 et 20 juillet. La deuxième date à Paris a été ajoutée à la suite d'une demande phénoménale. Les groupes Halestorm, Avatar et The Raven Age ont fait guise de premières parties pour cette tournée. La setlist jouée lors de cette tournée met en avant les 9 premiers albums du groupe, dont certaines chansons qui n'ont pas été jouée depuis plus 15 ans tels que Murders in the Rue Morgue, Rime of the Ancient Mariner ou Killers.
Le 7 décembre 2024, le batteur du groupe, Nicko McBrain, 72 ans et doyen du groupe, annonce sa décision de se retirer des performances en concert du groupe, après avoir tourné 42 ans avec lui. Son dernier concert avec Iron Maiden se déroule à São Paulo ce même jour. Le lendemain, le groupe annonce que son remplaçant pour la tournée est Simon Dawson, qui a déjà joué avec le groupe British Lion, de Steve Harris.
Le groupe sortira aussi un documentaire sur Netflix en mars 2025. Intitulé Run To The Hills: The Story Of Iron Maiden, il retrace les 50 ans de carrière du groupe.
Le 29 juillet 2025, Paul Day, premier chanteur du groupe décède à l'âge de 69 ans des suites d'un cancer.

## Mascottes

### Eddie et les pochettes

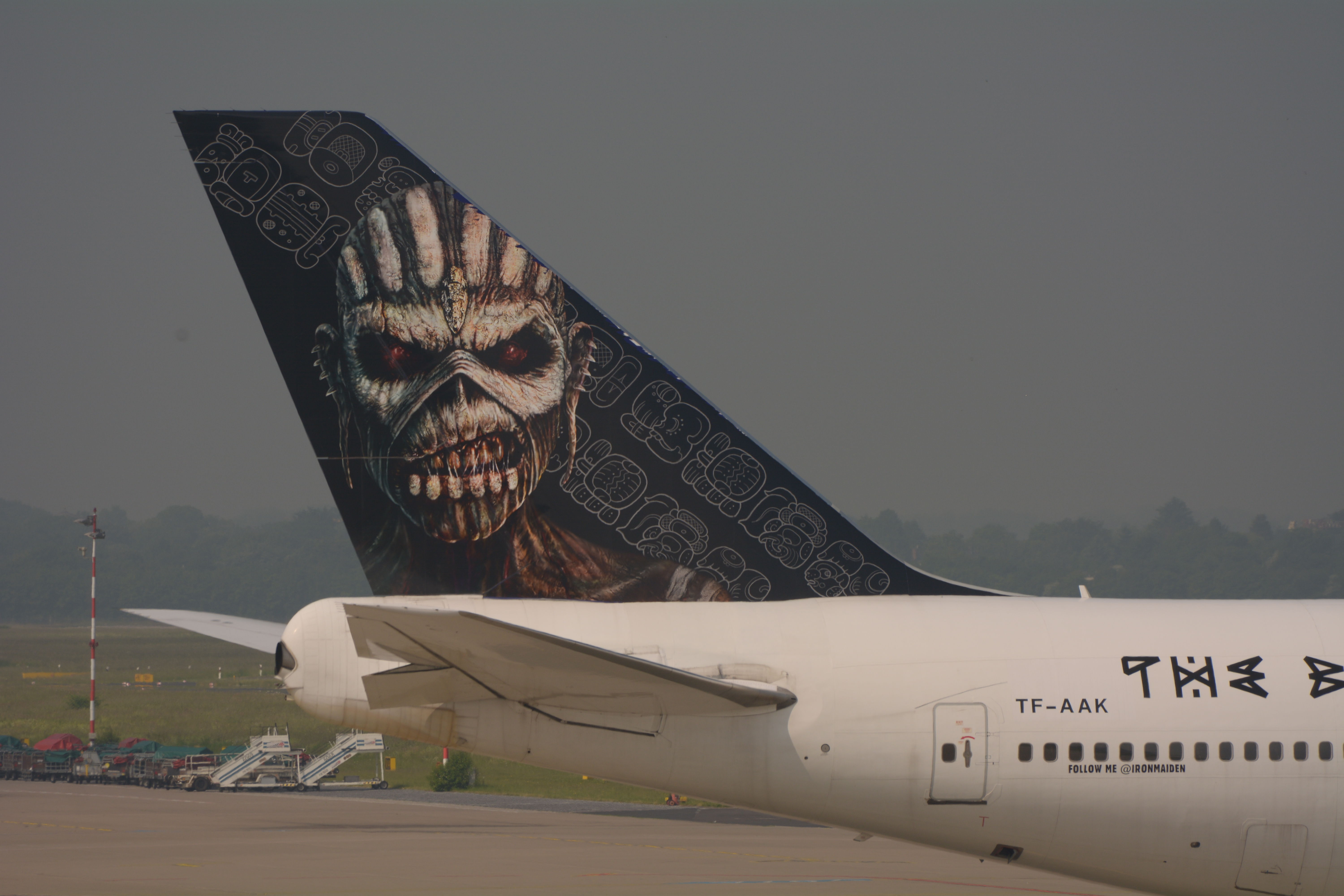
Eddie sur la dérive du Boeing 747 d'Iron Maiden

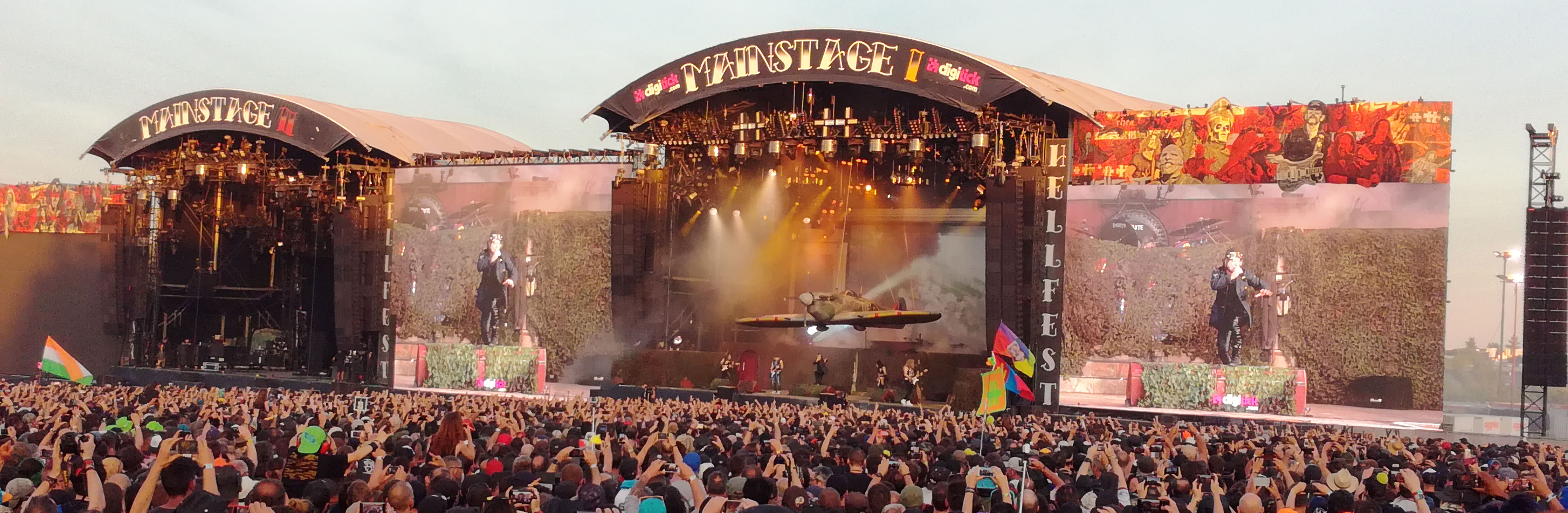
Iron Maiden au Hellfest 2018.

La mascotte du groupe se nomme Eddie, une sorte de mort-vivant reproduit dans différentes postures sur toutes les pochettes du groupe (à l'exception de celles de quelques maxis 45 t et CD 2 titres : The Soundhouse Tapes, Live!! +one, Running Free/Sanctuary, From Here to Eternity, Wasting Love, Wrathchild (réédition 1999) et The Wicker Man) et présent sur scène en concert. Elle est surnommée « Eddie the 'ead » (« Eddie la tête ») car, au début, seule sa tête était affichée sur scène.
Les pochettes sont quasiment toutes signées du dessinateur Derek Riggs, du moins jusqu'en 1992. Au fil des albums, Eddie évolue et a ainsi une histoire. Sur les trois premières pochettes, c'est un zombie aux cheveux longs comme tous les hard rockers de l'époque. Sur l'album Piece of Mind, Eddie se fait lobotomiser ; on voit la cicatrice purulente de la trépanation, et la calotte crânienne est maintenue par une plaquette vissée. La pochette le représente enchaîné dans une camisole de force, dans une chambre capitonnée. Sur l'album Somewhere in Time, Eddie se cybernétise et gagne un œil électronique qu'il gardera sur l'album suivant : Seventh Son of a Seventh Son. Les pochettes du groupe sont souvent très travaillées, on peut citer celles de Powerslave, de Live after Death et de Somewhere in Time, sorties à l'époque des vinyles qui favorisait, de par son grand format, la représentation à l'échelle de fresque. On y trouve une multitude de détails, de citations d'œuvres fantastiques et de science-fiction, et des références aux anciens albums. Dans Powerslave, on distingue parmi les hiéroglyphes une tête de Mickey Mouse, Kilroy et des graffiti : « Indiana Jones was here 1941 », « Wot? No Guiness », « Bollocks » et « Wot a load of crap ». La faucheuse est également présente au bas du mur de gauche, au dos de la pochette.
Sur Live After Death, une citation de H. P. Lovecraft est apposée sur une tombe : « That is not dead which can eternal lie, yet with strange eons, even death may die » (« N'est pas mort ce qui à jamais dort, et au long des siècles peut mourir même la mort »). Le chat noir de la pochette est le même que celui présent sur l'album Killers et l'ombre de la faucheuse de nouveau visible en arrière-plan. La pochette de Somewhere in Time, elle, est extrêmement travaillée, avec près de 40 références.

### Charlotte
Charlotte est une prostituée de 40 ans qui revient dans quatre chansons: Charlotte the Harlot (album Iron Maiden), 22, Acacia Avenue (album The Number of the Beast), Hooks in You (album No Prayer for the Dying) et From Here to Eternity (album Fear of the Dark). Dave Murray dit qu'elle existe vraiment, elle aurait exercé son métier dans le quartier où il a grandi.

## Influences

### Influences musicales
Les influences musicales du groupe sont multiples et incluent notamment Jethro Tull, Jimi Hendrix, The Who, Beckett, Thin Lizzy, UFO, Deep Purple, Queen, Uriah Heep, Wishbone Ash, Rush et Black Sabbath.

### Inspirations
Les sources d'inspiration des paroles sont très variées. « Inspiration » ne signifie pas que la chanson relate la source, les paroles se contentent parfois simplement de capter une ambiance ou un élément de l'œuvre originale.

#### Littérature
- Jules César, tragédie de William Shakespeare (The Evil that Men Do, album Seventh Son of a Seventh Son). Le titre de la chanson est tiré du célèbre discours de Marc Antoine aux funérailles de Jules César (Acte III, Scène 2) « The evil that men do lives after them; The good is oft interred with their bones; So let it be with Caesar. »
- Le Fantôme de l'Opéra, roman de Gaston Leroux (Phantom of the Opera), album Iron Maiden.
- La nouvelle The Murders in the Rue Morgue (Double Assassinat dans la rue Morgue) d'Edgar Allan Poe pour la chanson du même nom, album Killers.
- Le roman Dune de Frank Herbert pour la chanson To Tame a Land, album Piece of Mind.
- Le poème The Charge of the Light Brigade publié en 1854 par Alfred Tennyson pour la chanson The Trooper, album Piece of Mind, qui se réfère à un épisode de la guerre de Crimée. Steve Harris dit qu'il s'est « inspiré de la guerre de Crimée, qui opposa les Britanniques aux Russes. L'introduction est censée recréer la galopade des chevaux lors de la charge de la brigade légère. C'est un morceau d'atmosphère ».
- Le poème La Complainte du vieux marin de Samuel Taylor Coleridge (poète britannique romantique) pour la chanson Rime of the Ancient Mariner, album Powerslave.
- Le roman Le Nom de la rose (Il nome della rosa) d'Umberto Eco pour la chanson Sign of the Cross, album The X Factor.
- Le roman Lord of the Flies (Sa Majesté des mouches) de William Golding pour la chanson du même titre, album The X Factor.
- Le roman Brave New World (Le Meilleur des mondes) d'Aldous Huxley pour la chanson et l'album du même nom.
- Le Cycle des Chroniques d'Alvin le Faiseur d'Orson Scott Card pour les chansons Seventh Son of a Seventh Son, The Prophecy et The Clairvoyant dans l'album Seventh Son of a Seventh Son[31].
- La nouvelle The Loneliness of the Long Distance Runner (La Solitude du coureur de fond) de Alan Sillitoe, publiée en 1959, pour la chanson du même nom, album Somewhere in Time.
- Le roman Heart of Darkness (Au cœur des ténèbres) de Joseph Conrad pour la chanson The Edge of Darkness (The X Factor). Le film Apocalypse Now (1979) de Francis Ford Coppola est également tiré du livre.
- Le livre des cinq anneaux de Miyamoto Musashi pour la chanson Sun and Steel, album Piece of Mind. La chanson parle de l'auteur, un légendaire samouraï japonais, et cite quelques passages du livre.

#### Bible
- La chanson Stranger in a Strange Land (album Somewhere in Time) est une référence à Exode 2,22 et au roman de science-fiction du même nom de Robert A. Heinlein. Le Tétragramme figure verticalement sur une façade de la pochette du même album.
- Le fils prodigue pour la chanson Prodigal Son (album Killers). Le titre s'inspire de la parabole de l'Évangile selon Luc (15:11–32), mais n'en est pas une interprétation directe[32].
- Lucifer dans Lord of Light, album A Matter of Life and Death.
- Le Purgatoire pour Purgatory, album Killers.
- La chanson Lord of the Flies, issue de l'album The X Factor (« Seigneur des mouches » est la traduction littérale de Belzébuth en hébreu).
- The Writing on the Wall (album Senjutsu) est une référence au Festin de Balthazar, aussi appelé l'inscription sur le mur (Livre de Daniel, Chapitre 5)

##### L'Apocalypse
- The Number of the Beast (album du même nom), qui commence par une citation de l'Apocalypse (Chapitre 12, verset 12 et chapitre 13, verset 18) : « Woe to you, on Earth and Sea, for the Devil sends the beast with wrath, because he knows the time is short ... Let him who hath understanding reckons the number of the beast, for it is a human number, its number is 666. » — « Malheur à vous, sur Terre et sur la Mer, car le Diable a envoyé la bête en fureur, parce qu'il sait que le temps passe vite... Que celui qui a compris reconnait le nombre de la bête, car c'est un nombre humain, ce nombre est 666. »
- Revelations (qui désigne l'Apocalypse en anglais, album Piece of Mind), mais le thème de cette chanson n'est pas directement concerné par le récit de Saint-Jean. La chanson utilise plutôt les symboles chrétiens comme un premier niveau de lecture du texte, aux côtés de la mythologie hindoue et des théories mystiques d'Aleister Crowley[33].
- Moonchild, qui évoque les sept sceaux de l'apocalypse ainsi que Babylone, la prostituée écarlate. Mais le thème de la chanson se réfère d'abord au roman de Aleister Crowley du même nom[34].

#### Cinéma et séries télévisées
- Le nom de la série The Twilight Zone (La quatrième dimension) de Rod Serling est utilisé dans la chanson homonyme du maxi 45 t tiré de l'album Killers, mais les paroles de la chanson elle-même ne font pas directement référence à des éléments concrets de cette série.
- La série télévisée The Prisoner (Le Prisonnier), pour la chanson du même titre, album The Number of the Beast ainsi que pour la chanson Back in the Village, album Powerslave.
- La série télévisée Doctor Who, très célèbre en Grande-Bretagne, pour la chanson Caught Somewhere in Time.
- Le film Where Eagles Dare (Quand les aigles attaquent) de Brian G. Hutton (1969) pour la chanson du même nom, album Piece of Mind.
- Le film The Duellists (Les Duellistes) de Ridley Scott (1977) pour la chanson du même nom, album Powerslave.
- Le film Run Silent, Run Deep (L'Odyssée du sous-marin Nerka) de Robert Wise (1958) pour la chanson du même nom, album No Prayer for the Dying.
- Le film When Worlds Collide (Le Choc des mondes) de Rudolph Maté (1951) pour la chanson When Two Worlds Collide, album Virtual XI.
- Le film The Wicker Man de Robin Hardy est utilisée comme référence dans la chanson du même nom. Mais la chanson ne traite pas de l'histoire du film, elle ne fait qu'une brève référence à l'idole de paille du film[35].
- Le film Braveheart de Mel Gibson (1995) pour la chanson The Clansman (Virtual XI).
- Le film Children of the Damned (Les Enfants des damnés) (1963) de Anton Leader pour la chanson du même nom, album The Number of the Beast. Le film est lui-même inspiré du roman de John Wyndham, The Midwich Cuckoos (Le Village des damnés).
- Le film La Guerre du feu de Jean-Jacques Annaud (1981) pour la chanson Quest for Fire, album Piece of Mind.
- Le film Falling Down (Chute libre) (1992) de Joel Schumacher pour la chanson Man on the Edge, album The X Factor.
- Le film Apocalypse Now (1979) de Francis Ford Coppola pour la chanson The Edge of Darkness, album The X Factor.

#### Mythologie
Le mythe de Dédale et Icare est librement adapté dans Flight of Icarus (album Piece of Mind) mais le texte de la chanson prend de grandes libertés avec le mythe originel.

#### Histoire
- Gengis Khan (chanson éponyme), album Killers.
- La mort de Jules César, assassiné par Brutus (Tu quoque mi fili) aux Ides de mars en -44 pour The Ides of March sur l'album Killers.
- La vie d'Alexandre le Grand pour la chanson Alexander the Great, album Somewhere in Time.
- Le bûcher des hérétiques cathares à Montségur pour la chanson Montségur, album Dance of Death.
- Les pèlerins du Mayflower dans The Pilgrim.
- La Bataille d'Angleterre pour la chanson Aces High, album Powerslave, 1984.
- Le débarquement de Normandie, le 6 juin 1944, dans Longest Day (A Matter of Life and Death).
- Le Projet Manhattan, la conception de la première bombe atomique ainsi que le bombardement d'Hiroshima dans Brighter Than a Thousand Suns.
- Les Guerres indiennes en Amérique du Nord (vers 1860) pour la chanson Run to the Hills, album The Number of the Beast, 1982.
- La Première Guerre mondiale dans Paschendale, album Dance of the Death (2003).
- L'Horloge de la fin du monde pour la chanson 2 Minutes to Midnight, album Powerslave.
- Les croisades pour la chanson For The Greater Good of God de l'album A Matter of Life and Death et la croisade contre les Albigeois pour la chanson Montségur de l'album Dance of Death.
- Le crash du dirigeable R101, le 5 octobre 1930, pour la chanson Empire of the Clouds de l'album The Book of Souls.
- La guerre des Malouines, pour la chanson Como Estais Amigos[37] de l'album Virtual XI.

## Membres

### Membres actuels
- Steve Harris : basse, chœurs (depuis 1975), claviers (1988, depuis 1998)
- Dave Murray : guitares (1976–1977, depuis 1978)
- Adrian Smith : guitares, chœurs (1980–1990, depuis 1999), claviers (1988)
- Bruce Dickinson : chant (1981–1993, depuis 1999), piano (2015)
- Janick Gers : guitares (depuis 1990)
- Nicko McBrain : batterie (depuis 1982, ne participe plus aux tournées depuis 2025)

### Anciens membres
| - Paul Day (†) : chant (1975–1976), mort le 29 juillet 2025 - Terry Rance : guitares (1975-1976) - Dave Sullivan : guitares (1975-1976) - Ron (Rebel) Matthews : batterie (1975-1977) - Dennis Wilcock : chant (1976-1978) - Bob Sawyer (Rob Angelo) : guitares (1977) - Terry Wapram : guitares (1977-1978) - Thunderstick (Barry Purkis) : batterie (1977) - Tony Moore : claviers (1977) | - Doug Sampson : batterie (1977–1979) - Paul Di'Anno (†) : chant (1978–1981), mort le 21 octobre 2024 - Paul Cairns ("Mad Mac") : guitares (1978-1979) - Paul Tod : guitares (1979) - Tony Parsons : guitares (1979) - Dennis Stratton : guitare, chœurs (1979–1980) - Clive Burr (†) : batterie (1979–1982), mort le 13 mars 2013 - Blaze Bayley : chant (1994–1999) |

### Musiciens de concert
- Simon Dawson : batterie (depuis 2025, en remplacement de Nicko McBrain)
- Michael Kenney : claviers (1988-2022)

## Chronologie
T : tournée uniquement

† : mort d'un musicien

## Discographie
| (*) Réédités en 1998 - 1980 : Iron Maiden (*) - 1981 : Killers (*) - 1982 : The Number of the Beast (*) - 1983 : Piece of Mind (*) - 1984 : Powerslave (*) - 1986 : Somewhere in Time (*) - 1988 : Seventh Son of a Seventh Son (*) - 1990 : No Prayer for the Dying (*) - 1992 : Fear of the Dark (*) - 1995 : The X Factor - 1998 : Virtual XI - 2000 : Brave New World - 2003 : Dance of Death - 2006 : A Matter of Life and Death - 2010 : The Final Frontier - 2015 : The Book of Souls - 2021 : Senjutsu | - 1985 : Live After Death - 1993 : A Real Live One - 1993 : A Real Dead One - 1993 : Live at Donington - 2002 : Rock in Rio - 2002 : BBC Archives - 2002 : Beast over Hammersmith - 2005 : Death on the Road - 2009 : Flight 666 - 2012 : En Vivo! - 2013 : Maiden England '88 - 2017 : The Book of Souls: Live Chapter - 2020 : Nights of the Dead, Legacy of the Beast: Live in Mexico City |

## Apparitions

### Jeux vidéo
- Ed Hunter (1999)
- Two Minutes to Midnight de Powerslave est repris dans le jeu Grand Theft Auto: Vice City (VRock OST) et est présent dans le jeu Guitar Hero 5.
- Wrathchild de l'album Killers est repris dans le jeu Guitar Hero 80's Rocks.
- Run to the Hills de l'album The Number of the Beast est repris dans les jeux Skate 3, Rock Band, SSX on Tour et Grand Theft Auto: The Lost and Damned.
- The Trooper, de l'album Piece of Mind, est repris dans le Best of Greatest Hits de Guitar Hero.
- The Number of the Beast de l'album du même nom est repris dans le jeu Guitar Hero 3: Legends of Rock et dans la bande-son du jeu Tony Hawk's Pro Skater 4.
- Man on the Edge, Aces High, The Trooper et Be Quick or be Dead font partie des musiques d'ambiance du jeu Carmageddon 2.
- Un pack Iron Maiden est disponible en téléchargement pour Rock Band 2.
- Different World dans le jeu Tony Hawk's Downhill Jam.
- The Trooper est repris dans le jeu Rocksmith 2014. Un pack Iron Maiden contenant Two Minutes to Midnight, Run to the Hills, The Number of the Beast, Aces High, et Fear of the Dark est aussi disponible en téléchargement.
- Iron Maiden : Legacy of the Beast (2016)
- Iron Maiden : Speed of Light[38]
- Des skins de personnages issus de Iron Maiden sont disponibles dans le jeu Dead by daylight.

## Vidéographie
- Live at the Rainbow (VHS) (1981)
- Video Pieces (VHS) (1983)
- Behind the Iron Curtain (VHS) (1984)
- Live After Death (VHS) (1985)
- 12 Wasted Years (VHS) (1987)
- Maiden England (VHS & VHS+CD) (1989 & 1994)
- First Ten Years - The Videos (VHS) (1990)
- Donington Live 1992 (VHS) (1993)
- Raising Hell (VHS) (1994)
- Classic Albums - The Number of the Beast (DVD) (2001)
- Rock in Rio (DVD) (2002)
- Visions of the Beast (DVD) (2003)
- The Early Days (DVD) (2004)
- Death on the Road (DVD) (2005)
- Live After Death (DVD) (2008)
- Iron Maiden: Flight 666 (DVD et Blu-Ray) (2009)
- En Vivo! Live at Estadio Nacional, Santiago (DVD et Blu-Ray) (2012)
- Maiden England '88 (DVD) (2013)
- The Writing on the Wall (2021)[39]
- Run To The Hills: The Story Of Iron Maiden (documentaire Netflix) (2025)[40]